# Ispoure
Ispoure – miejscowość i gmina we Francji, w regionie Nowa Akwitania, w departamencie Pireneje Atlantyckie.
Według danych na rok 1990 gminę zamieszkiwały 674 osoby, a gęstość zaludnienia wynosiła 86 osób/km² (wśród 2290 gmin Akwitanii Ispoure plasuje się na 593. miejscu pod względem liczby ludności, natomiast pod względem powierzchni na miejscu 1215.).